# 朱迪斯·赫林
朱迪斯·赫林（英語：Judith Herrin，/ˈhɛrɪn/，1942年—）是一位英国考古学家，主攻古典时代晚期与拜占庭學，为伦敦国王学院资深研究员，主要作品有《拜占庭：一个中世纪帝国的传奇历史》（Byzantium: The Surprising Life of a Medieval Empire）等。